# Paradoxolaimus demani
Paradoxolaimus demani is een rondwormensoort uit de familie van de Achromadoridae.